# Chevrolet Task Force
La Chevrolet Task Force est le successeur Chevrolet des pick-ups Advance Design. 
Le Task Force Series a duré de la fin de 1955 (deuxième série) jusqu'en 1959. Aux emplacements GMC, il s'appelait le Blue Chip Series.
La deuxième série de 1955 offrait des options standard et des modules complémentaires tels que des systèmes électriques 12 volts, le premier V8 (265 pouces cubes) et des lits Fleetside en 1958.

## Différences
1955, deuxième série ou Stepside Series : Première année pour un nouveau style de carrosserie. Nouveau pare-brise «enveloppant» - une première dans l'industrie des pick-ups - et lunette arrière enveloppante en option sur les cabines Deluxe. La direction assistée et les freins assistés sont devenus disponibles pour la première fois sur les pick-ups GM. Système électrique amélioré à 12 volts. Les lits mesurent 2 m et 2,3 m. Les ailes ont des phares simples et l'emblème monté d'une seule pièce est sous la ligne horizontale de l'aile. 